# Lepanthes vibrissa
Lepanthes vibrissa är en orkidéart som beskrevs av Carlyle August Luer och Alexander Charles Hirtz. Lepanthes vibrissa ingår i släktet Lepanthes och familjen orkidéer. Inga underarter finns listade i Catalogue of Life.